# توپولوف تی‌یو-۱۴۲
توپولوف ۱۴۲ ( روسی: Туполев Ту- 142؛ نام ناتو : خرس F / J ) یک هواپیمای شناسایی دریایی شوروی و روسیه و جنگ ضد زیر دریایی (ASW) است که از بمب افکن استراتژیک توربوپراپ توپولوف-۹۵ مشتق شده است. این هواپیما توسط دفتر طراحی توپولف طراحی و از سال ۱۹۶۸تا ۱۹۹۴توسط کارخانه های حمل و نقل هوایی Kuibyshev و TANANROG تولید شده است. تی‌یو-۱۴۲ که قبلاً توسط نیروی دریایی شوروی و نیروی هوایی اوکراین استفاده می شد ، در حال حاضر در خدمت نیروی دریایی روسیه است . 

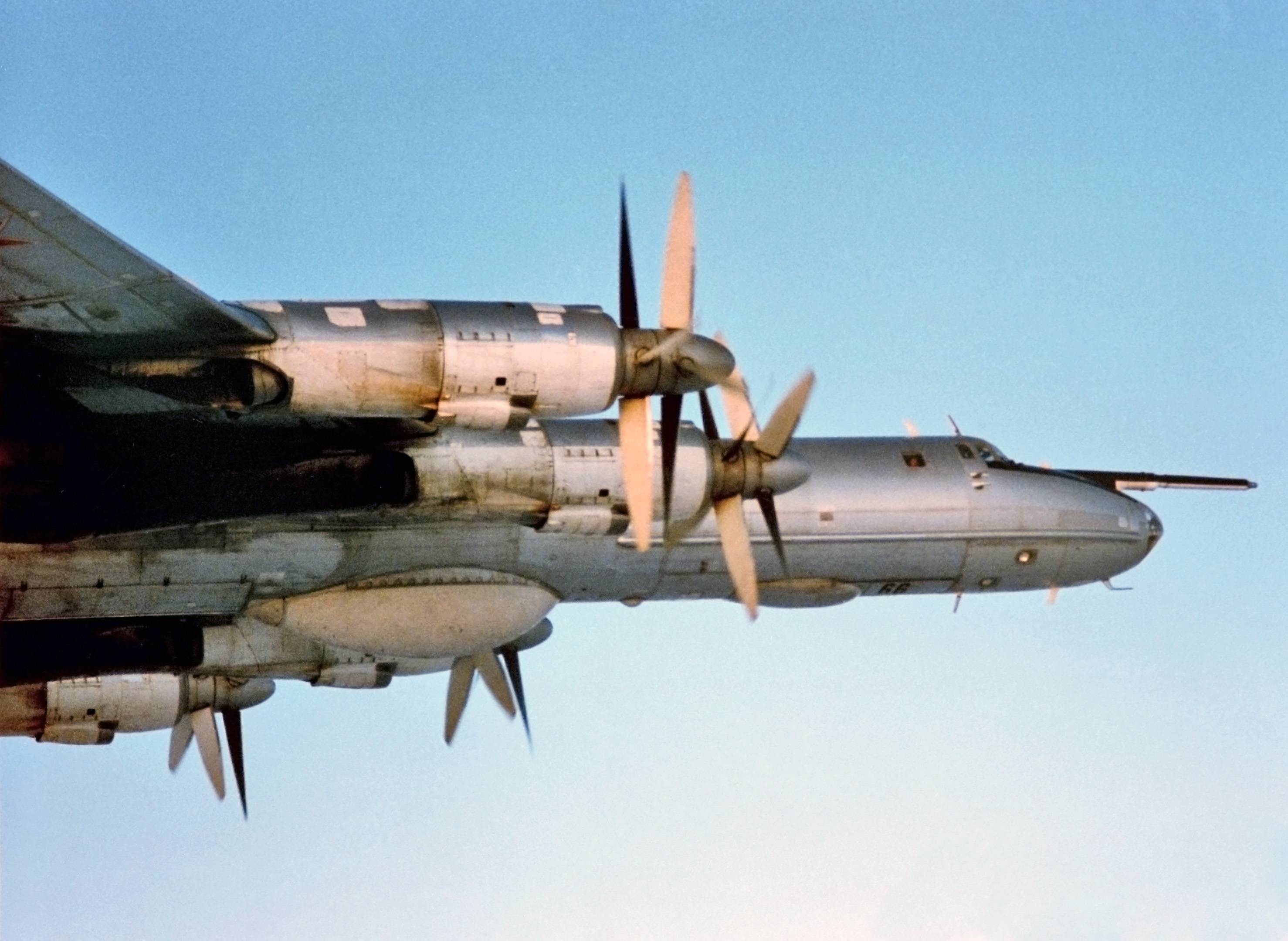
تی‌یو-۱۴۲ام از چهار موتور 11.033 کیلوواتی نیرو می گیرد.

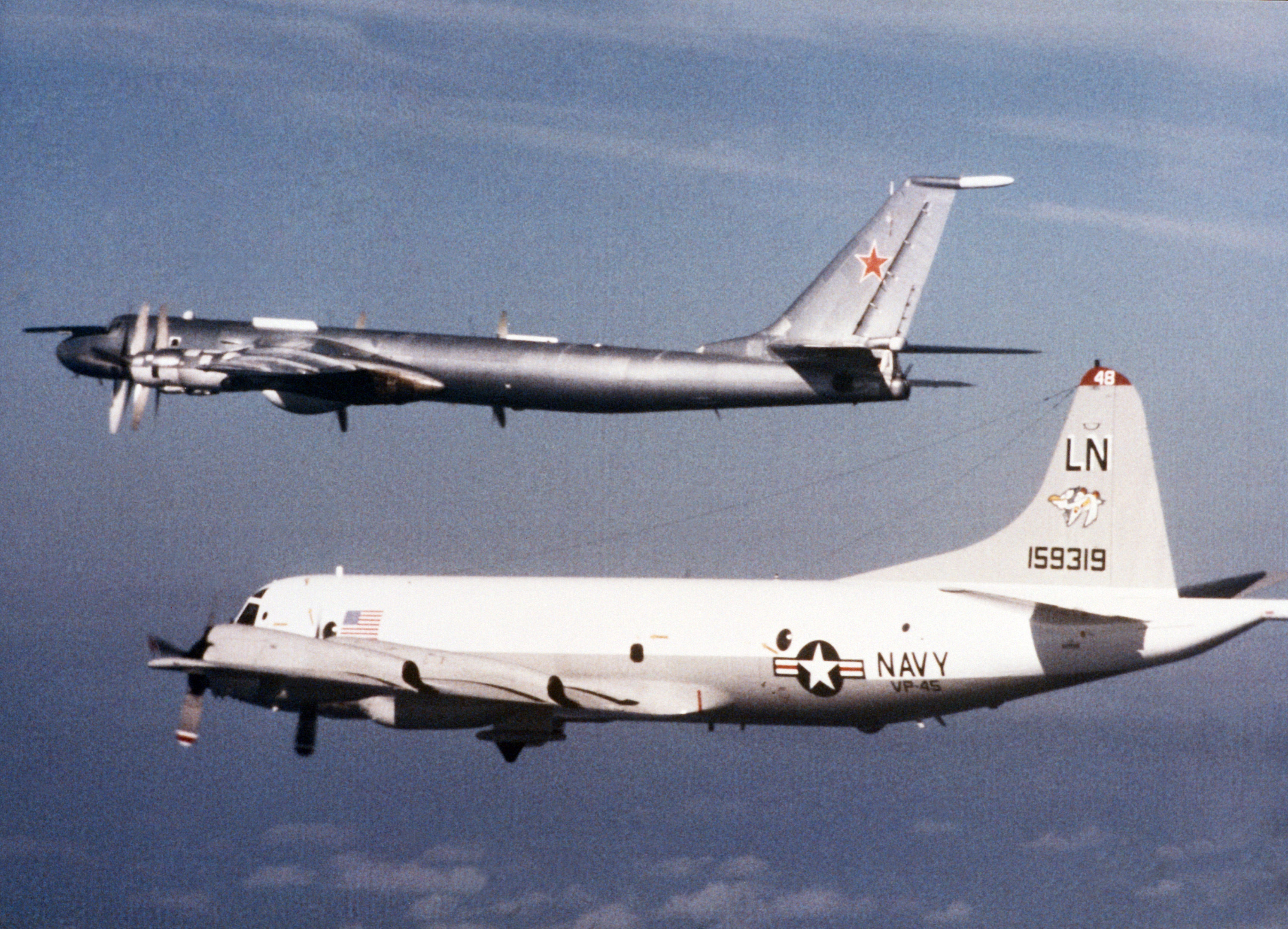
تی‌یو-۱۴۲ ام‌کی (با روبرو با سطح بالایی پشتی و کانتور بینی صاف) که توسط یک فروند لاکهید P-3 نیروی دریایی ایالات متحده از VP-45 همراهی می شود (مارس ۱۹۸۶)

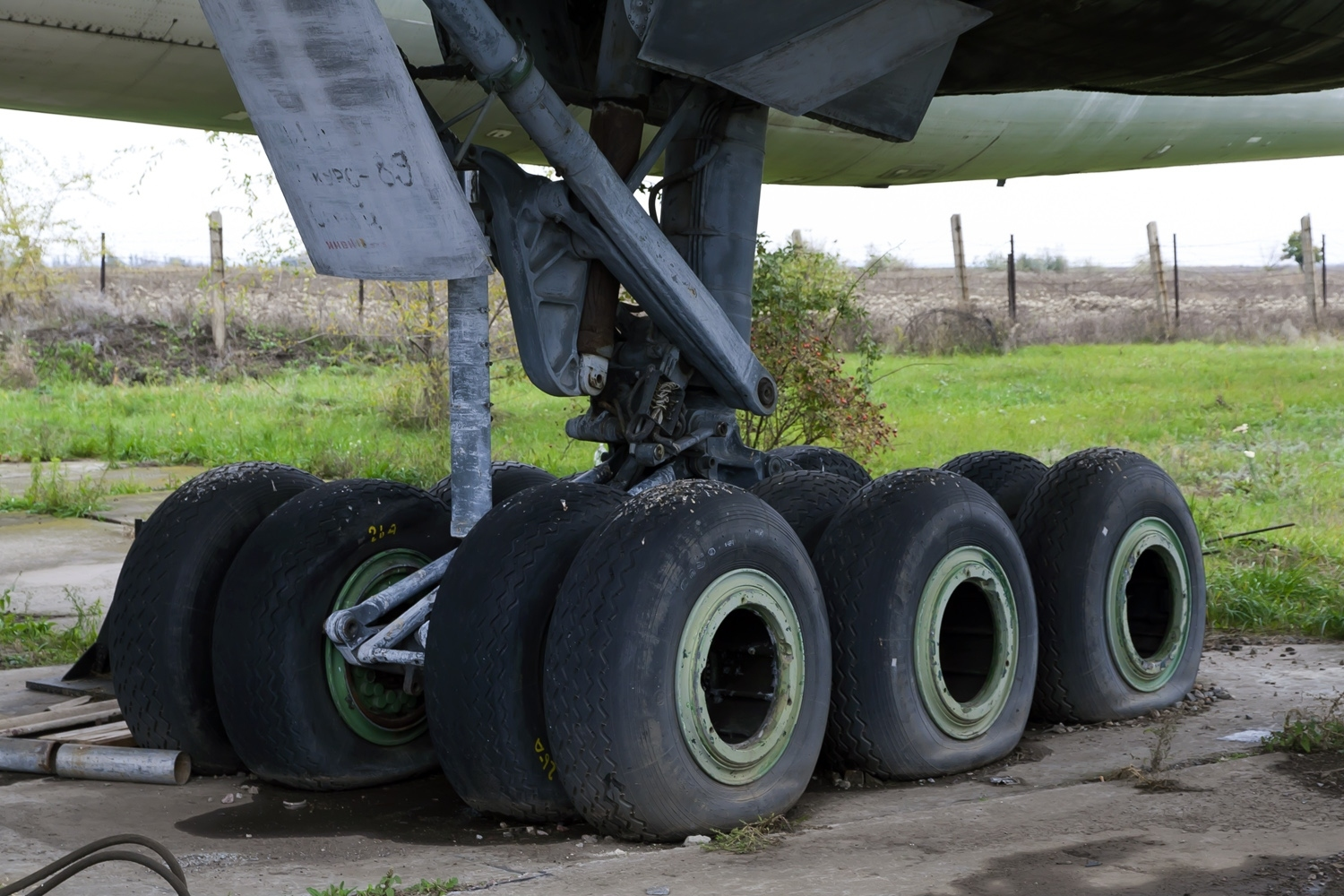
هواپیمای زیر 12 چرخ هواپیمای اولیه تو-142 ساخته شده در کارخانه حمل و نقل هوایی Kuibyshev (2011)

## کاربران
روسیه
- حمل و نقل هوایی نیروی دریایی روسیه - در خدمت 22 Tu-142MZ / MR / MK.[۴] نیروی دریایی روسیه قصد دارد هواپیماهای ضد زیردریایی Tu-142 را با نصب سیستم بمبگذاری SVP-24 به روز کند.[۵]
  - پایگاه هوایی نیروی هوایی دریایی 7062- بندر آرتور کراسنو زن‌ما نیا - Kamenny Ruchey ، Khabarovsk Krai
    - هنگ مستقل حمل و نقل هوایی ضد زیردریایی

  - گروه هواپیمایی هواپیمایی 2 گارد - Fedotovo (پایگاه هوایی) ، استان وولوگدا
    - 403 هنگ مستقل حمل و نقل هوایی کامپوزیت

### اپراتورهای قبلی
اتحاد جماهیر شوروی
- نیروهای هوایی شوروی - هواپیماها پس از انحلال اتحاد جماهیر شوروی به هواپیمایی نیروی دریایی روسیه منتقل شدند. برخی در قلمرو اوکراین باقی ماندند. 
  - سی و یکمین بخش هوایی ضد زیردریایی با برد طولانی - Fedotovo (پایگاه هوایی) ، استان وولوگدا ، SFSR روسیه [۶]
    - 76- هنگ مرکزی هوانوردی ضد برد زیردریایی
    - 135مین هنگ هواپیمایی هوانوردی ضد برد

  - 310 ام هنگ مستقل از برد هوایی ضد زیردریایی با برد طولانی - کامنی روچی ، خاباروفسک کرایی ، SFSR روسیه [۷]

 اوکراین
- کارخانه تعمیرات هواپیما Mykolaiv - در SSR اوکراین هیچ رژیم حمل و نقل هوایی مجهز به Tu-142 وجود نداشت ، اما تعداد ناشناخته Tu-142 پس از فروپاشی اتحاد جماهیر شوروی در کارخانه تعمیرات هواپیما Mykolaiv باقی مانده است. کارخانه تعمیرات هواپیما Mykolaiv انواع هواپیماهای شوروی از جمله Tu-142 را تعمیر می کرد. برخی هواپیماها بعداً به پایگاههای دائمی خود در روسیه بازگشتند و مابقی نیز مطابق توافق نامه استارت I منفجر شدند .[۸]
- 1 Tu-142MZ در موزه هواپیمایی کشوری اوکراین .
- 1 Tu-142 در موزه فنی حمل و نقل هوایی (لوهانسک) .

 هند
- بازوی هوایی نیروی دریایی هند - از 8 مارس 1988 تا مارس 2017 (29 سال) 8 فروند هواپیمای سابق اتحاد جماهیر شوروی Tu-142MK-E را استفاده کرد. این هواپیماها در 27 مارس 2017 طی مراسمی که در پایگاه هوایی INS رجالی برگزار شد، بازنشسته شدند. آنها را با هواپیماهای بوئینگ P-8 پوزیدون جایگزین کرد.[۹][۱۰][۱۱]
  - INAS 312 - INS Rajali ، Tamil Nadu
- 1 Tu-142M در موزه Visakha .[۱۲]

## مشخصات (Tu-142MZ)
- داده‌ها از Donald and Lake[۱۳]ویژگی‌های عمومی
- خدمه: 11-13
- طول: ۵۳٫۰۸ متر (۱۷۴ فوت ۲ اینچ)
- پهنای بال: ۵۰ متر (۱۶۴ فوت ۱ اینچ)
- ارتفاع: ۱۲٫۱۲ متر (۳۹ فوت ۹ اینچ)
- مساحت بال‌ها: ۳۱۱٫۱ متر مربع (۳٬۳۴۹ فوت مربع)
- ایرفویل: TsAGI SR-5S[۱۴]
- وزن خالی: ۹۰٬۰۰۰ کیلوگرم (۱۹۸٬۴۱۶ پوند)
- بیشترین وزن برخاست: ۱۸۵٬۰۰۰ کیلوگرم (۴۰۷٬۸۵۵ پوند)
- پیشرانه: ۴ عدد turboprop engines Kuznetsov NK-12MP, ۱۱٬۰۳۳ کیلووات (۱۴٬۷۹۵ اسب بخار کوتاه)  در هر موتور
- ملخ‌ها: هشتملخه contra-rotating constant-speed propellers

عملکرد
- حداکثر سرعت: ۹۲۵ کیلومتر بر ساعت (۵۷۵ مایل بر ساعت، ۴۹۹ گره)
- سرعت کروز: ۷۱۱ کیلومتر بر ساعت (۴۴۲ مایل بر ساعت، ۳۸۴ گره)
- بُرد رزمی: ۶٬۵۰۰ کیلومتر (۴٬۰۰۰ مایل، ۳٬۵۰۰ مایل دریایی)
- حداکثر ارتفاع: ۱۲٬۰۰۰ متر (۳۹٬۰۰۰ فوت)